# Jesse Bradford
Jesse Bradford (Norwalk, Connecticut, 28 de maig de 1979) és un actor estatunidenc de cinema i televisió. La seva filmografia principal inclou títols com Falling in Love (1984), Presumpte innocent (1990), King of the Hill (1993), Hackers (1995), Romeo + Juliet (1996), Clockstoppers (2002), Eulogy (2004), Banderes dels nostres pares (2006) i W. (2008), entre d'altres.

## Biografia
Jesse Bradford és el fill únic dels actors Terry Porter i Curt (o Kurt) Bradford-Watrouse. La seva mare també va ser la mare del seu personatge en Hackers (1995). Els cosins de Bradford són Jonathan Svec (un membre de les bandes de Splender i Edison) i Sarah Messer, un escriptor i poeta. Va començar a actuar amb vuit mesos, en aparèixer en un comercial de Q-Tip. Amb l'alè dels seus pares, Bradford va començar a modelar i audicionar per a papers d'actuació, el seu primer treball cinematogràfic va ser com el fill de Robert De Niro en Falling in Love (1984).
Es va graduar per la Brien McMahon High School, on va ser un autoproclamat nerd de la geologia. Va ser Homecoming King, capità de l'equip de tennis, i va ser triat com a "millor futur" i "Actor favorit" per la seva classe de secundària (encara que ell no estava en el club de drama). Va anar  a la Universitat de Colúmbia, i es va graduar amb una llicenciatura en cinema el 2002.
Com a nen actor, Bradford va ser un dels favorits participant així en diverses pel·lícules com Presumpte innocent (1990), King of the Hill (1993) and Far from Home: The Adventures of Yellow Dog (1995).
Posteriorment, ha tingut diversos papers notables al cinema, com Romeo + Juliet (1996) i Bring It On (2000), interpretant l'interès romàntic. El 2002, va aparèixer com a protagonista en dues pel·lícules, Clockstoppers i Swimfan. També va tenir un paper menor a la Casa Blanca, Ryan Pierce durant nou episodis durant la cinquena temporada de The West Wing.
Bradford va fer el paper de Rene Gagnon en la pel·lícula de 2006 Flags of Our Fathers, basada en el llibre del mateix nom de James Bradley. La pel·lícula tracta sobre la batalla d'Iwo Jima i va ser dirigit pel director premiat per l'Acadèmia Clint Eastwood. El 2008 va formar part de l'elenc de W. la controvertida pel·lícula d'Oliver Stone.

## Filmografia
| any  | Títols                                                               | personatges               | Altres notes        |
| 1984 | Falling in Love                                                      | Joe Raftis                |                     |
| 1990 | Presumpte innocent (Presumed Innocent)                               | Nat Sabich                |                     |
| 1990 | El meu estimat mafiós (My Blue Heaven)                               | Jamie                     |                     |
| 1993 | King of the Hill                                                     | Aaron Kurlander           |                     |
| 1995 | Far From Home: The Adventures of Yellow Dog                          | Angus McCormick           |                     |
| 1995 | Hackers, pirates informàtics (Hackers)                               | Joey Pardella             |                     |
| 1996 | I Love jesse bradford                                                | jesse bradford            |                     |
| 1998 | La filla d'un soldat no plora mai (A Soldier's Daughter Never Cries) | Billy Willis, amb 14 anys | Merchant Ivory Film |
| 1999 | Speedway Junky                                                       | Johnny                    |                     |
| 2000 | Dancing at the Blue Iguana                                           | Jorge                     |                     |
| 2000 | A totes (Bring It On)                                                | Cliff Pantone             |                     |
| 2000 | Cherry Falls                                                         | Rod Harper                |                     |
| 2001 | According to Spencer                                                 | Spencer                   |                     |
| 2002 | Clockstoppers                                                        | Zak Gibbs                 |                     |
| 2002 | Fanàtica (Swimfan)                                                   | Ben Cronin                |                     |
| 2004 | Heights                                                              | Alec Lochka               | Merchant Ivory Film |
| 2004 | Eulogy                                                               | Ryan Carmichael           | Merchant Ivory Film |
| 2005 | Happy Endings                                                        | Nicky Kunitz              |                     |
| 2006 | Banderes dels nostres pares (Flags of Our Fathers)                   | Rene Gagnon               |                     |
| 2008 | My Sassy Girl                                                        | Charlie Bellow            |                     |
| 2008 | The Tiro                                                             | Bobby                     |                     |
| 2008 | W.                                                                   | Thatcher                  |                     |
| 2009 | Table for Three                                                      | Ryan                      |                     |
| 2009 | I Hope They Serve Beer in Hell                                       | Drew/Slingblade           |                     |
| 2010 | Perfect life (Victims)                                               | Jack                      |                     |